# Меня там нет
«Меня там нет» (англ. I'm Not There) — биографическая драма независимого режиссёра Тодда Хейнса, основанная на жизни американского автора-исполнителя и музыканта Боба Дилана. Фильм весьма необычен для биографического кино и рассказывает о жизни Дилана, представляя разные периоды его жизни несколькими отдельными персонажами, которых играют Кейт Бланшетт, Ричард Гир, Хит Леджер, Бен Уишоу, Кристиан Бейл и Маркус Карл Франклин. На Венецианском кинофестивале 2007 года картина получила специальный приз жюри, а Кейт Бланшетт была удостоена первого Кубка Вольпи в своей карьере, а впоследствии, и номинаций на премии «Оскар», BAFTA, SAG и «Золотой глобус». Российская премьера фильма прошла 25 июня 2008 года в рамках 30-го Московского международного кинофестиваля.

## Сюжет
Одиннадцатилетний мальчик, называющий себя Вуди Гатри, символизирует детство Дилана; он сбегает из детского исправительного центра и отправляется в путешествие, вдвоём с гитарой, на футляре которой написано: «Эта штука убивает фашистов». Затем на сцене появляется Джек Роллинс — молодой исполнитель песен в стиле фолк — чуть позже этот социально активный юноша откроет для себя христианство и станет пастором Джоном в церкви маленького захолустного городка.

## В ролях
| Актёр                | Роль           |
| -------------------- | -------------- |
| Кейт Бланшетт        | Джуд           |
| Кристиан Бейл        | Джек           |
| Ричард Гир           | Билли          |
| Хит Леджер           | Робби          |
| Бен Уишоу            | Артур          |
| Маркус Карл Франклин | Вуди           |
| Шарлотта Генсбур     | Клэр           |
| Джулианна Мур        | Элис           |
| Мишель Уильямс       | Коко Ривингтон |

## Интересные факты
- В конце 2006 года стало известно, что дистрибьютором (прокатчиком) фильма на территории США станет компания братьев Боба и Харви Вайнштейнов. Что любопытно, это второй фильм о Бобе Дилане, который выходит под покровительством Вайнштейнов: 29 декабря 2006 года состоялась премьера фильма «Я соблазнила Энди Уорхола» с Хейденом Кристенсеном в роли Дилана, также продюсируемой Вайнштейнами. Однако этот фильм моментально спровоцировал скандал: на продюсеров подал в суд Боб Дилан, решив, что его персонаж показывается как косвенно виновный в смерти главной героини фильма Эди Сэджвик (реальная Эди Сэджвик умерла в 1971 году от передозировки наркотиков). «Меня там нет» уже посвящён конкретно Бобу Дилану.

## Награды и номинации
- 2008 — номинация на премию «Оскар» за лучшую женскую роль второго плана (Кейт Бланшетт)
- 2008 — премия «Золотой глобус» за лучшую женскую роль второго плана (Кейт Бланшетт)
- 2008 — номинация на премию BAFTA за лучшую женскую роль второго плана (Кейт Бланшетт)
- 2008 — номинация на премию «Выбор критиков» за лучшую женскую роль второго плана (Кейт Бланшетт)
- 2008 — две премии «Независимый дух»: лучшая женская роль второго плана (Кейт Бланшетт), премия имени Роберта Олтмена (Тодд Хейнс, Лора Розенталь, Кейт Бланшетт, Кристиан Бейл, Ричард Гир, Хит Леджер, Бен Уишоу, Маркус Карл Франклин, Шарлотта Генсбур, Брюс Гринвуд), а также три номинации: лучший фильм (Кристин Вашон, Джон Слосс, Джон Голдвин, Джеймс Д. Штерн), лучший режиссёр (Тодд Хейнс), лучшая мужская роль второго плана (Маркус Карл Франклин)
- 2008 — номинация на премию Гильдии киноактёров США за лучшую женскую роль второго плана (Кейт Бланшетт)
- 2007 — номинация на премию «Спутник» за лучшую женскую роль — комедия или мюзикл (Кейт Бланшетт)
- 2007 — три приза Венецианского кинофестиваля: Кубок Вольпи за лучшую женскую роль (Кейт Бланшетт), 'CinemAvvenire' Award (Тодд Хейнс), Специальный приз жюри (Тодд Хейнс), а также номинация на Золотого Льва (Тодд Хейнс)